# Occident

Occident, y otros grupos similares, usaban una cruz celta como emblema.

Occident (1964-1968) fue un movimiento violento de ultraderecha de Francia, frecuentemente descrito como fascista. Algunos de sus miembros fueron más tarde destacados políticos de varios partidos de derecha e incluso fueron ministros. El movimiento jamás superó los 550 miembros según unas fuentes, o de una cifra estimada de 1500 según otras.

## Fundación y actividades
Fundado por Pierre Sidos (fundador también de Jeune Nation) en 1964, se nutría en su mayoría de estudiantes universitarios. El movimiento era fuertemente anticomunista, aunque también denunciaba la administración del presidente Charles de Gaulle, en la línea de otros grupos contestatarios.
Durante las confrontaciones violentas de mayo de 1968, Occident fue considerado un grupo violento e ilegal y fue disuelto por la administración. Muchos de sus miembros se unieron entonces al Groupe union défense, de similar ideología.

## Antiguos miembros[3]
- William Abitbol (político francés).
- Dominique Chaboche (después miembro del Frente Nacional de Francia).
- Patrick Devedjian, (político francés).
- Claude Goasguen, (político francés).
- Jean-Jacques Guillet (político francés).
- Gérard Longuet (antiguo ministro, cercano a François Léotard).
- Alain Madelin (político francés).
- Hervé Novelli (político francés).
- Gerald Pencionelli (director del semanal político Minute).
- Ronald Perdomo.
- Guillaume Raoult (antiguo secretario de estado).
- Alain Robert.
- Michel de Rostolan (después miembro del Frente Nacional de Francia).
- Xavier Raufer (criminólogo).

## Lemas
Entre sus eslóganes destacan:
- Mort aux Bolches! (Muerte a los bolcheviques)
- Gauchistes, ne vous cassez pas la tête, Occident le fera pour vous. (Izquierdistas, no rompáis la cabeza, Occident lo hará por vosotros.)